# William Douglas, I conte di Douglas
William Douglas, I conte di Douglas (Scozia, 1327 circa – maggio 1384), è stato un nobile scozzese.

## Biografia

### I primi anni
William Douglas nacque attorno al 1327 da Archibald Douglas e Beatrice Lindsay, suo zio dal lato paterno era James Douglas (condottiero) che combatté insieme a Robert Bruce per l'indipendenza scozzese e suo nonno paterno era William Douglas the Hardy uno dei primi nobili ad allearsi con Wallace e che era poi morto in una prigione inglese nel 1298.
Suo padre morì nella Battaglia di Halidon Hill e a quel tempo William era il pupillo del suo nobile padrino William Douglas, Lord di Liddesdale che lo mandò a completare la propria educazione in Francia. Nel 1342 le insistenze di Liddesdale indussero lo zio di William, Hugh Douglas, a cedere il contado di Douglas al giovane nipote che essendo minorenne non poteva amministrare direttamente le sue proprietà. Tale amministrazione finì nelle mani di Liddesdale che assunse il quasi totale controllo sulle terre di famiglia dei Douglas. Nel 1348 William compì la maggiore età e tornò in patria per riprendere il possesso di quanto gli spettava, due anni prima, intanto,  si era combattuta la Battaglia di Durham e il suo padrino insieme al re Davide II di Scozia e molti altri nobili si trovava nelle mani degli inglesi. Di questo si approfittò Edoardo Balliol, aspirante al trono di Scozia che invase la parte sud del paese per razziarla, William non perse tempo, radunò un esercito e riuscì a scacciare gli inglesi dalle terre avite. Negli anni successivi William ripercorse i passi di suo zio James facendo numerose azioni di guerriglia oltre i confini scozzesi.

### La lotta contro gli inglesi
Nel 1353 Edward Baliol si nascose presso Biuttle, nella nativa regione di Galloway, nel sud-ovest della Scozia, e William con i suoi uomini andò a stanarlo in vendetta dell'espropriazione delle terre di suo zio James avvenuta per volere di Baliol nel 1324. Mentre tornava trovò Liddesdale nelle proprie terre, improvvisamente anni di risentimento, nato nel momento in cui il suo padrino si era appropriato (con la scusa di amministrarle) delle proprietà della sua famiglia, scoppiarono. A questo andava aggiunto il disappunto per l'omicidio di Alexander Ramsay di Dalhousie (morto nel 1342) che era stato ucciso da Liddesdale a seguito della nomina a sceriffo che invece questi voleva per sé. William provocò Liddesdale e lo uccise nello scontro che ne seguì. La sua morte non gli causò danno, anzi, nel febbraio del 1354  Davide II, ancora prigioniero, gli accordò le terre che erano appartenute a suo padre, a suo zio James ed allo stesso Liddesdale.
Nel 1355 la tregua con l'Inghilterra finì e William, insieme a Patrick V, conte di March (1285 circa-1369), le cui terre erano state razziate dagli inglesi, decise di andare oltre i confini e di prendere come rappresaglia il Castello di Norham. William diede l'ordine ad uno dei suoi capitani di saccheggiare e bruciare la città di Norham così da attirare la guarnigione fuori dalla battaglia. Il conestabile del castello abboccò all'amo e così William insieme a March ed al loro capitano poterono ritrovarsi nell'accampamento dei primi posto a circa sette miglia dal castello. Presto gli inglesi capirono di essere finiti in una trappola e la Battaglia di Nesbit Moor che ne seguì regalò agli scozzesi una vittoria netta che, approfittando della situazione, si unirono a Thomas Stewart, II conte di Angus (prima del 1331-1361) all'assalto di Berwick-upon-Tweed, allora in territorio inglese. Gli assalitori però non tennero conto dell'offensiva reale che non mancò a manifestarsi attraverso l'avvicinarsi di un esercito messo in marcia da Edoardo III d'Inghilterra e che li obbligò a ritirarsi. Tuttavia nemmeno per Edoardo quella campagna fu una passeggiata, mentre l'esercito rientrava in patria, a seguito dell'affondamento della propria flotta, cadde in un'imboscata presso Melrose che lo obbligò ad una frettolosa ritirata.
William in quel periodo riuscì a procurarsi un Salvacondotto per visitare Davide II ancora nelle mani degli inglesi. In seguito a questa visita William mise insieme un esercito e si recò in Francia dove si alleò con Giovanni II di Francia per combattere contro Edoardo il Principe Nero. William combatté quindi nella Battaglia di Poitiers (1356), dove ricevette la nomina a cavaliere da parte di Giovanni II, tuttavia, quando fu chiaro che la vittoria sarebbe stata degli inglesi i suoi uomini lo portarono via dalla mischia così che non potesse essere catturato. Se Wiliam riuscì a salvarsi non fu così per molti dei suoi uomini che finirono prigionieri o uccisi incluso suo cugino Archibald Douglas, III conte di Douglas.

### Il favore dei re
William tornò in patria verso la metà dell'autunno ed entrò in trattativa con gli inglesi per stringere un accordo di pace, di cui una parte prevedeva la creazione dei Marches Warden un organo di competenza inglese e scozzese che doveva sorvegliare i confini proteggendoli dalle scorribande dell'altro. William fu nominato Custode e nell'esercizio di questo compito assediò e prese l'Hermitage Castle in risposta alla presa di quello di Eskdale da parte degli inglesi. Nel 1357 William presenziò alla convocazione del Parlamento avvenuta a Berwick in cui veniva sancita la liberazione, dietro il pagamento di un enorme riscatto, di Davide II di Scozia a seguito del Trattato di Berwick cui William aveva collaborato.
Davide non si mostrò ingrato, il 26 gennaio 1358 William venne nominato conte di Douglas ed egli rimase sempre fedele al proprio re.
Nel 1364 entrambi stavano cercando di stipulare un trattato con gli inglesi che cancellasse l'enorme debito che gli scozzesi avevano contratto per liberarlo ed esso prevedeva che il trono scozzese andasse a Lionello Plantageneto, I duca di Clarence, a patto che egli conservasse intatta l'indipendenza scozzese.
Inutile dire che moltissimi nobili vedevano di cattivo occhio questo progetto che infatti non andò mai in porto anche perché a Davide II successe Roberto II di Scozia, nipote di Roberto I di Scozia. William comunque non venne screditato per la propria partecipazione a questa trattativa e nel 1372 venne nominato Giustiziere della regione di Lothian.

### Il matrimonio, i figli e la morte
William si sposò nel 1357 con Margaret, Contessa di Mar (morta nel 1391) con cui ebbe quattro figli
- James Douglas, II conte di Douglas
- Isabel Douglas, Contessa di Mar (1360 circa-1408)
- George Douglas, I conte di Angus (1380-1403), che potrebbe essere anche un figlio illegittimo avuto da William con Margaret Stewart, Contessa di Angus (morta nel 1417) che era cognata di sua moglie
- Margaret Douglas

William passò i propri ultimi anni a sorvegliare i confini scozzesi e morì infine nel maggio 1384.